# 英賀合戦
英賀合戦（あが かっせん）／英賀の戦い（あがのたたかい）は、天正5年（1577年）5月に、小早川隆景の水軍の将である浦宗勝（乃美宗勝）の軍勢が、姫路を目指すため、毛利と同盟する播磨国（現・兵庫県）の三木通秋の所領である英賀の地に上陸し、小寺政職との間で行われた合戦である。
この当時の播磨国は、東から織田氏（織田信長）、西から毛利氏（毛利輝元）と大勢力が迫り、いずれにつくかという緊迫した状況にあった。親織田派であった小寺氏に対し、毛利氏はその10倍の数となる5,000の兵を送り込んだが、対する小寺側は、家臣・小寺孝隆（官兵衛、のちの黒田孝高）の奇策により毛利軍を撃退した。

## 合戦開始に至るまで
播磨へ東進する毛利氏は、天正4年（1575年）4月から5月にかけては、上月城（現・兵庫県佐用郡佐用町）を前線にして姫路（現・兵庫県姫路市）へ兵を進めた。4月、海上からも室津（現・兵庫県たつの市）に上陸し、英賀（現・兵庫県姫路市）から姫路を目指した。前述の通り、英賀は播磨の一向宗門徒の中心地で、毛利勢はここにも軍事拠点を設けていた。この間、小早川隆景は備中笠岡（現・岡山県笠岡市）に進出して本陣をおき、甥の毛利氏当主・輝元は安芸三原（現・広島県三原市）に本営を構えた。
英賀を領する三木通秋は、家臣の三木清閑が小寺孝隆の妹婿であったことから、土器山の戦いで救援にかけつけるなど当初は孝隆に協力的であり、小寺に近い勢力と言える人物であった。しかし、通秋の領内には本願寺門徒衆（一向宗門徒衆）を多く抱える英賀御堂（あが みどう）があり、通秋自身も一向宗の熱心な門徒であったため、元亀元年（1570年）には石山合戦が始まると、顕如の檄文に呼応する形で挙兵、兵430人を畿内に派遣し、石山本願寺には3,000俵を送って支援をする形で、織田氏（織田信長）への対立姿勢を露わにした。これにより、播磨きっての親織田派であった小寺孝隆をはじめ、親織田に傾きつつあった赤松氏（赤松則房・赤松広秀）や、小寺氏（小寺政職）・別所氏ら播磨の周辺勢力とは疎遠になり始める。
天正5年（1576年）、毛利輝元が本願寺支援を決めたことで、「織田信長への対抗」という点での利害が一致したため、通秋は毛利氏と同盟し、毛利氏より派遣された小早川水軍（浦宗勝の軍勢）を領内に上陸させるのに協力した。

## 合戦の経過
小寺勢は総勢2,000人ほどはいたが、政職の御着城や黒田氏の姫路山城などにも守備兵を割かねばならず、動かせる軍勢は孝隆率いる500の兵（黒田軍とする）だけであった。対する毛利軍は10倍の数の5,000であり、普通に戦ったのでは勝てないため、孝隆が策による戦いを展開していくこととなる。
相手は水軍兵のため、上陸してまもない頃は長時間船に揺られていた疲れで休んでおり、体勢が整っていないと判断した黒田軍は、その機を狙って奇襲攻撃をしかけた。更に、地元近隣の住民（農民）にも呼びかけ、旗を掲げさせた。毛利家中でも名将といわれるほどの実力のあった宗勝は何とか体勢を立て直そうとするも、農民たちの旗を援軍とみた毛利軍は撤退を決意し、上月に退却していった。

## 戦後の影響
10倍の数の敵に対して、自身の小寺軍を勝利に導いたこの時の小寺孝隆のめざましい活躍は、自家の家運をひらく端緒となり、毛利攻めのきっかけを得た織田方（織田信長）は、やがて羽柴秀吉を指揮官に任じて中国攻めを開始する。
天正5年（1577年）10月、秀吉軍が播磨入りすると、孝隆は居城である姫路山城（現・兵庫県姫路市）を秀吉に献上し、秀吉はここを本拠にして播磨・但馬を転戦した。孝隆自身も中国攻略戦のなかで秀吉に重用され、こののちは竹中重治（半兵衛）に並ぶ、秀吉の軍師・黒田官兵衛（黒田孝高）としても活躍していくこととなる。